# Acalypha eriophylloides
Acalypha eriophylloides är en törelväxtart som beskrevs av Spencer Le Marchant Moore. Acalypha eriophylloides ingår i släktet akalyfor, och familjen törelväxter. Inga underarter finns listade i Catalogue of Life.